# 85 (число)
85 (восемьдесят пять) — натуральное число, расположенное между числами 84 и 86.

## В математике
- 85 является нечётным двузначным числом.
- Число 85 является полупростым числом[1].
- 85 — десятиугольное число[2].
- 85 является октаэдрическим числом[2].
- 85 является центрированным треугольным, центрированным квадратным, центрированным 14-угольным и центрированным 28-угольным числом[2].
- 85 — максимальное n, для которого уравнение {\displaystyle 1^{2}+2^{2}+3^{2}+...+n^{2}=1+2+3+...+m} имеет решение[3].
- Число 85 является числом Смита[4].
- 85 можно записать в виде суммы точных квадратов двух чисел двумя способами[5]: {\displaystyle 85=2^{2}+9^{2}=6^{2}+7^{2}}.
- Число Якобсталя.
- Злое число.

## В науке
- В информатике, кодировка ASCII85 использует 85 символов ASCII для передачи произвольных двоичных данных в виде текста. Это связано с тем, что число 85 является наименьшим основанием системы счисления, в которой 4 байта можно закодировать пятью цифрами. 4 байта могут содержать 232 = 4 294 967 296 различных значений; 5 цифр в системе счисления с основанием 85 дают 855 = 4 437 053 125 различных значения, чего достаточно для представления 32-битного значения; пять цифр в системе счисления с основанием 84 могут предоставить только 845 = 4 182 119 424 значений. Другая кодировка, описанная в RFC 1924[6], используется для представления IPv6-адресов в текстовом виде и также использует 85 символов ASCII.
- 85 — атомный номер астата.

## В технике
- 85 — номер контакта обмотки автомобильного реле, к заземлению, к минусу; 86 — Ввод обмотки, к плюсу (DIN 72552, полярность важна, если параллельно обмотке реле подключён диод-демпфер).